# Betta renata
Betta renata är en fiskart som beskrevs av Tan, 1998. Betta renata ingår i släktet Betta och familjen Osphronemidae. Inga underarter finns listade.